# Schäftlarn
Schäftlarn is een plaats in de Duitse deelstaat Beieren, en maakt deel uit van het Landkreis München.
Schäftlarn telt 5.937 inwoners.
De gemeente Schäftlarn ligt aan de rivier de Isar en bestaat uit de woonwijken Ebenhausen, Hohenschäftlarn, Kloster Schäftlarn en Neufahrn und Zell.

## Bezienswaardigheden
In de gemeente bevindt zich de Abdij van Schäftlarn, en haar kostschool.
Aschheim ·
Aying ·
Baierbrunn ·
Brunnthal ·
Feldkirchen ·
Garching bei München ·
Gräfelfing ·
Grasbrunn ·
Grünwald ·
Haar ·
Hohenbrunn ·
Höhenkirchen-Siegertsbrunn ·
Ismaning ·
Kirchheim bei München ·
Neubiberg ·
Neuried ·
Oberhaching ·
Oberschleißheim ·
Ottobrunn ·
Planegg ·
Pullach im Isartal ·
Putzbrunn ·
Sauerlach ·
Schäftlarn ·
Straßlach-Dingharting ·
Taufkirchen ·
Unterföhring ·
Unterhaching ·
Unterschleißheim